# Linth
El riu Linth (conegut com a Limmat després de l'eixida del llac de Zuric) és un riu curt de Suïssa d'uns 50 km de longitud (140 km si es considera el Linth-Limmat).

## Geografia
El riu Linth naix en els glacials del massís del Tödi, en els Alps de Glarus, i flueix en direcció nord pel Cantó de Glarus. El seu llit va ser modificat a principis del segle xix, sent desviat cap al llac de Walen (anteriorment girava a l'oest dirigint-se directament al llac de Zuric) a l'altura de Näfels.
Deixa el llac en la localitat de Weesen per a endinsar-se en la plana del Linth, desembocant en el llac de Zuric prop de Schmerikon, després de 50 km de recorregut.
El riu ix del llac en Zúric, anomenant-se des d'eixe punt Limmat. Continua el seu curs en direcció oest fins a desembocar en el riu Aar a Gebenstorf, Argòvia.